# Baramu jezik
Baramu jezik (ISO 639-3: bmz), jedan od pet tirioskih jezika, transnovogvinejska porodica, s južne obale donjeg toka rijeke Fly u Papuanovogvinejskoj provinciji Western. Govori se u nekoliko sela, to su Baramura, Tirio (Madiri), Tirio 2, i Tapila.
Leksički mu je najbliži bitur [mcc], 33%. 850 govornika (2000 popis).

## Vanjske poveznice
- Ethnologue (14th)
- Ethnologue (15th)